# Ali Sayyad Schirazi

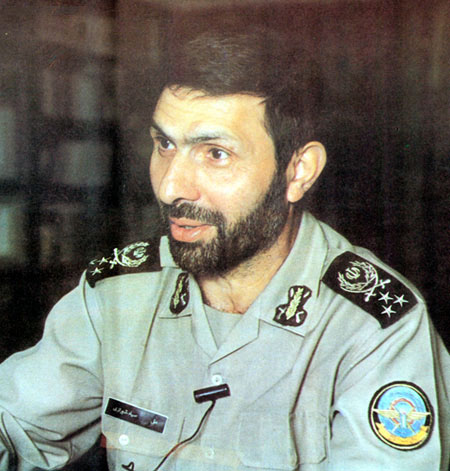
Ali Sayyad Schirazi

Ali Sayyād Schirāzi (auch Ali Sayad Shirazi; persisch علی صیاد شیرازی Ali Seyyād Schirazi, DMG ʿAlī Ṣaiyād Šīrāzī; * 13. Juni 1944 in Kabud Gonbad, Provinz Teheran, Iran; † 10. April 1999 in Teheran) war in iranischer Milität. Er war Chef des Stabes der iranischen Streitkräfte.
Während des Iran-Irak-Krieges stieg Schirazi zu einem der ranghöchsten Generäle der Islamischen Republik Iran auf. Nachdem am 29. September 1981 eine Lockheed C-130 der iranischen Luftwaffe auf dem Rückflug von der Front mit der kompletten Armeespitze abstürzte, ernannte der Ajatollah Ruhollah Chomeini ihn zum Kommandanten der Landstreitkräfte der iranischen Armee. Er starb 1999 bei einem Attentat, das laut Iran Press Service vermutlich von den Volksmudschahedin verübt wurde.